# Betriebsbuch
Das Betriebsbuch, auch Kontrollbuch genannt, ist ein für Gefahrenmeldeanlagen (GMA) zu führender schriftlicher Nachweis über alle Betriebsereignisse sowie alle Maßnahmen zur Sicherstellung der Betriebsbereitschaft der Gefahrenmeldeanlage.

## Deutschland
Die DIN VDE 0833-1 fordert das Führen eines Betriebsbuchs für alle Gefahrenmeldeanlagen (GMA).
Eintragungen in das Betriebsbuch erfolgen vom Errichter, Betreiber und Instandhalter.
Der Errichter trägt die Geräte-Übersicht und die sogenannte Stammdaten der Anlage in das Betriebsbuch ein und überreicht es dem Betreiber.
Der Betreiber (die sachkundige Person GMA) bzw. der Instandhalter (die Elektrofachkraft GMA) trägt Betriebsereignisse wie Alarmmeldungen (z. B. Einbruch-, Überfall-, Brand-, Gasgeruch-Meldungen), Störungsmeldungen oder Abschaltungen sowie Änderungen, Software-Updates und Erweiterungen der Anlage in das Betriebsbuch ein. Der Betreiber bzw. der Instandhalter trägt die Durchführung und das Ergebnis von Begehungen, Wartungen, Fernwartungen und Inspektionen in das Betriebsbuch ein.
Für Brandmeldeanlagen nach DIN 14675 ist außerdem der Austausch von Brandmeldern in das Betriebsbuch einzutragen.
Nach DIN VDE 0833-1 kann das Betriebsbuch zur Dokumentation des betriebsbewährten Betriebes dienen. Dieser liegt vor, wenn nicht mehr als 1 von 200 Elementen der GMA Falschalarm innerhalb von zwei Jahren ausgelöst hat.
Das Betriebsbuch muss ständig verfügbar sein und in unmittelbarer Nähe der Zentrale aufbewahrt werden. Das Betriebsbuch muss während der gesamten Betriebsdauer der Anlage zur Einsicht zugänglich sein. Gemäß der DIN VDE 0833-2 sind nicht mehr benutzte Betriebsbücher von Brandmeldeanlagen für einen Zeitraum von fünf Jahren beim Betreiber aufzubewahren.

## Österreich
Folgende Normen und Richtlinien fordern das Führen eines Kontrollbuchs:
- ÖNORM F 3070 und die TRVB 123 S für Brandmeldeanlagen
- ÖNORM F 3071 und TRVB 140 S bzw. TRVB 152 S für Gaslöschanlagen
- ÖNORM F 3072 und TRVB 127 S für Sprinkleranlagen
- TRVB 128 S für ortsfeste Löschwasseranlagen

Das Kontrollbuch stellt eine Sammlung von Anlagendokumentationen und Prüfprotokollen einer Gefahrenmeldeanlage dar. Darin sind alle Anlagenpläne bzw. bei größeren Anlagen ein Anlagenplanverzeichnis eingefügt. Darüber hinaus müssen allgemeine Angaben, wie Errichter und Planer, Betreiber und eine Reihe technischer Angaben festgehalten werden. 
Das Kontrollbuch muss durch eine verantwortliche Person, die mit der Überwachung und dem Betrieb der Gefahrenmeldeanlage vertraut ist, geführt werden. Es sind alle Ereignisse, die während des Betriebs auftreten, als auch alle Maßnahmen, die der Sicherung der Betriebsbereitschaft (Eigenkontrollen, Wartung) dienen, einzutragen.

## Schweiz
Folgende Brandschutzrichtlinien der Vereinigung Kantonaler Feuerversicherungen (VKF) fordern das Führen eines Kontrollbuchs:
- VKF 20-15 für Brandmeldeanlagen
- VKF 19-15 für Sprinkleranlagen

Sämtliche Ereignisse und deren Ursachen wie Störungen, Brandalarme, ungewollte Alarme, Betriebsunterbrüche, Ausschalten von Meldergruppe, Funktionskontrollen, Instandhaltungsarbeiten, Änderungen an der Anlage, Beurteilungen der Wirksamkeit, sind im Kontrollbuch lückenlos mit Datum, Zeit- und Ortsangabe sowie der verantwortlichen Person einzutragen.